# Kepler-10
Désignations
Kepler-10 est une étoile située à 186,2 ± 0,4 pc (∼607 al) du Système solaire, dans la constellation du Dragon. Un système planétaire constitué de trois exoplanètes, a été détecté autour de cette naine jaune semblable au Soleil, quoique plus de deux fois plus âgée et de métallicité 30 % inférieure :
| Planète                          | Masse (M⊕)   | Rayon (R⊕) | Demi-grand axe (UA) | Période orbitale (j) | Masse volumique (g/cm3) |
| -------------------------------- | ------------ | ---------- | ------------------- | -------------------- | ----------------------- |
|                                  |              |            |                     |                      |                         |
| Kepler-10 b                      | ~ 4,56       | ~ 1,416    | ~ 0,01684           | 0,837495             | ~ 8,8                   |
| Kepler-10 c                      | 17,2 +/- 1,9 | ~ 2,227    | ~ 0,2407            | 45,29485             | 7,1 +/- 1,0             |
|                                  |              |            |                     |                      |                         |
| Système planétaire de Kepler-10. |              |            |                     |                      |                         |

Kepler-10 b et c ont été découvertes par les transits de ces corps devant leur étoile, Kepler-10 b étant la première planète tellurique confirmée découverte durant la mission de Kepler . L'existence de Kepler-10 d, une troisième planète qui ne transite pas devant son étoile, a été proposée afin d'expliquer des variations du moment de transit observées lors des transits de Kepler-10 c. Sa masse proposée est de 7 M⊕ et son demi-grand axe de 0,366 ua. En 2023, la présence de cette troisième planète est confirmée indépendamment par la méthode des vitesses radiales. Sa période orbitale est de 151 jours et elle possède une masse minimale de 12,7 M⊕.